# Burmacris charlottae
Burmacris charlottae är en insektsart som först beskrevs av Willy Adolf Theodor Ramme 1941.  Burmacris charlottae ingår i släktet Burmacris och familjen gräshoppor. Inga underarter finns listade i Catalogue of Life.